# Chuquiraga rosulata
Chuquiraga rosulata là một loài thực vật có hoa trong họ Cúc. Loài này được Gaspar mô tả khoa học đầu tiên năm 1945.